# Chonala
Chonala is een geslacht van vlinders uit de familie van de Nymphalidae, uit de onderfamilie van de Satyrinae. Dit geslacht is voor het eerst wetenschappelijk beschreven door Frederic Moore in een publicatie uit 1893. 
De soorten van dit geslacht komen in Oost-Azië voor.

## Soorten
- Chonala episcopalis (Oberthür, 1885)
- Chonala irene Bozano & Bruna, 2006
- Chonala laurae Bozano, 1999
- Chonala masoni (Elwes, 1882)
- Chonala miyatai (Koiwaya, 1996)
- Chonala praeusta (Leech, 1890)
- Chonala yunnana Li, 1994